# كاي جونسون
كاثرين تاونسند «كاي» جونسون (بالإنجليزية:Catherine Townsend "Kay" Johnson) (ولدت في 29 نوفمبر 1904 - توفيت في 17 نوفمبر 1975) ممثلة سينمائية أمريكية.

## روابط خارجية
- كاي جونسون على موقع IMDb (الإنجليزية)
- كاي جونسون على موقع ألو سيني (الفرنسية)
- كاي جونسون على موقع قاعدة بيانات برودواي على الإنترنت (الإنجليزية)
- كاي جونسون على موقع قاعدة بيانات الأفلام السويدية (السويدية)
- كاي جونسون على موقع إن إن دي بي (الإنجليزية)
- كاي جونسون على موقع ديسكوغز (الإنجليزية)
- كاي جونسون على موقع قاعدة بيانات الفيلم (الإنجليزية)
- كاي جونسون على موقع كينوبويسك (الروسية)
- كاي جونسون على موقع فايند أغريف